# Henryk Rozmiarek
Henryk Rozmiarek (ur. 13 stycznia 1949 w Poznaniu, zm. 10 marca 2021 tamże) – polski piłkarz ręczny i trener, bramkarz, wielokrotny reprezentant Polski, olimpijczyk i brązowy medalista olimpijski. Jedyny piłkarz ręczny w historii Polski, który trzykrotnie występował na igrzyskach olimpijskich.

## Dzieciństwo i edukacja
W dzieciństwie trenował lekkoatletykę w klubie Energetyk Poznań, szczególnie skok wzwyż, bieg na 80 metrów oraz pchnięcie kulą. W wielu piętnastu lat osiągał znaczące wyniki również w biegu na 100 metrów (przebiegając dystans w 11 sekund) oraz skoku w dal (skacząc 6,70 metra).
Ukończył Szkołę Podstawową nr 69 w Poznaniu oraz Technikum Mechaniczne im. Janka Krasickiego w Poznaniu o specjalności budowy maszyn (1968), a także studia magisterskie w zakresie wychowania fizycznego w Wyższej Szkole Wychowania Fizycznego w Gdańsku (1979).

## Kariera
Od 1962 zaczął uprawiać piłkę ręczną w barwach Grunwaldu Poznań. Jego pierwszą pozycją na boisku był środek rozegrania, stosunkowo szybko rozpoczął jednak grę na bramce. Miał 181 centymetrów wzrostu. W 1965 został z Grunwaldem mistrzem Polski juniorów, w sezonie 1966/1967 debiutował w I lidze, pod koniec lat 60. debiutował także w reprezentacji Polski juniorów. W 1969 został powołany na zgrupowanie reprezentacji Polski seniorów, był tam czwartym bramkarzem. W tej ostatniej drużynie debiutował 4 grudnia 1970 w towarzyskim spotkaniu z ZSRR.
W biało-czerwonych barwach wystąpił trzykrotnie na igrzyskach olimpijskich (jako jedyny piłkarz ręczny w historii Polski). W 1972 zajął z drużyną 10. miejsce (był tam trzecim bramkarzem), w 1976 zdobył brązowy medal, w 1980 zajął z zespołem 7. miejsce (na tych zawodach rozegrał swój ostatni mecz reprezentacyjny). Dwukrotnie zagrał na mistrzostwach świata: w 1974 zajął z drużyną 4. miejsce, w 1978 – 6. miejsce. Również dwukrotnie wystąpił na zawodach pucharu świata i obu startach (1974, 1979) zajął z reprezentacją 2. miejsce. Łącznie w I reprezentacji Polski zagrał w latach 1970–1980 w 177 spotkaniach, rzucając trzy bramki. Wchodził także w skład utworzonej z zawodników wojskowych klubów sportowych drużyny Wojska Polskiego (posiadał stopień wojskowy sierżanta), z którą w 1972 i 1976 zdobył kolejno złoty oraz brązowy medal na Mistrzostwach Armii Zaprzyjaźnionych, a w 1973 brązowy medal na Spartakiadzie Armii Zaprzyjaźnionych. Z reprezentacją Polski w 1975 i  1977 zdobył ponadto brązowe medale akademickich mistrzostw świata.
Z Grunwaldem Poznań zdobył w 1970 brązowy medal mistrzostw Polski, 1971 mistrzostwo Polski (w sezonie strzelił 29 bramek, chociaż występował jako bramkarz), w 1972 wicemistrzostwo Polski, w 1973 brązowy medal mistrzostw Polski. Nie wystąpił natomiast w turnieju finałowym zawodów o Puchar Polski w 1972, gdzie jego drużyna zdobyła to trofeum. Po igrzyskach olimpijskich w 1976 został zawodnikiem Posnanii, grającej w II lidze. W 1976 został również laureatem plebiscytu „Expressu Poznańskiego” na dziesięciu najlepszych sportowców Wielkopolski.
Od 1980 grał klubach niemieckich – PSV Hannover (1980–1982) i SG Weiche-Handewitt (1982–1984). Jako grający trener pracował w Kanadzie oraz greckim klubie Nea Elvetia (Νέα Ελβετία), z którym w 1989 zdobył wicemistrzostwo Grecji. Pracował też jako trener w Polsce, m.in. prowadził męską drużynę Metalplast Oborniki (w sezonie 1996/1997 w rozgrywkach II ligi), żeńską drużynę Jelfy Jelenia Góra (w jednym spotkaniu w 2000), żeńską drużynę Sokoła Żary (2001–2004), męski zespół ASPR Zawadzkie (runda jesienna sezonu 2005/2006), męską drużynę AZS Stelmet Zielona Góra (2006–2007), żeński zespół Piotrcovii (2007–2008), męską drużynę GSPR Gorzów Wielkopolski (2011) i ponownie Piotrcovię (lipiec 2013–luty 2014). Współpracował też z Adamem Pecoldem w młodzieżowej reprezentacji Polski (2009) i Krzysztofem Przybylskim w reprezentacji Polski seniorek (2010). 
W 2010 był jednym z kandydatów na trenera żeńskiej reprezentacji Polski, jednak nie wszedł do ostatniego etapu konkursu. W 2010 poprowadził żeńską akademicką reprezentację Polski do 5. miejsca w akademickich mistrzostwach świata (razem z Danielem Lewandowskim).
Postanowieniem z dnia 9 lutego 2017 został odznaczony przez prezydenta RP Andrzeja Dudę Krzyżem Kawalerskim Orderu Odrodzenia Polski za wybitne zasługi w działalności na rzecz rozwoju i upowszechniania sportu oraz za osiągnięcia w pracy szkoleniowej i trenerskiej. Odznaczenie odebrał 23 stycznia 2020 w Pałacu Prezydenckim w Warszawie z rąk sekretarza stanu w Kancelarii Prezydenta RP Andrzeja Dery oraz minister sportu Danuty Dmowskiej-Andrzejuk.
W 2018 otrzymał od Rady Miasta Poznania odznaczenie „Zasłużony dla Miasta Poznania” w uznaniu „zasług dla rozwoju sportu, ze szczególnym uwzględnieniem wieloletniej kariery reprezentanta Polski w piłce ręcznej”. W tym samym roku został również laureatem 52. Konkursu Fair Play PKOl w kategorii wyróżnień indywidualnych za „całokształt kariery sportowej i godne życie po jej zakończeniu”.
Swoje ostatnie 25 lat życia mieszkał w podpoznańskiej Kobylnicy. Zmarł 10 marca 2021 w Poznaniu, został pochowany w grobie rodzinnym na cmentarzu Górczyńskim.

## Odznaczenia
Otrzymał m.in.:
- tytuł Mistrz Sportu (dwukrotnie: 1971 i 1974)[4]
- tytuł Zasłużony Mistrz Sportu (1974)[34]
- Srebrny Krzyż Zasługi (1976)[10]
- brązowy i srebrny Medal „Za zasługi dla obronności kraju” (kolejno: 1973 i 1976)[4]
- brązowy Medal „Siły Zbrojne w Służbie Ojczyzny” (1976)[4]
- brązowy Medal za Wybitne Osiągnięcia Sportowe (dwukrotnie: 1976 i 1980)[4]
- Diamentową Odznakę ZPRP (1993)[35]
- Odznakę honorową „Za zasługi dla województwa wielkopolskiego” (2009)[4]
- srebrną Odznakę „Za Zasługi dla Sportu” (2009)[4]
- Krzyż Kawalerski Orderu Odrodzenia Polski (2017)[31]
- tytuł Zasłużony dla Miasta Poznania (2018)[10]
- Diamentową Odznakę ZPRP z Wieńcem (2019)[36]